# 中川望 (子役)
中川 望（なかがわ のぞみ、2009年3月6日 - ）は、日本の子役である。モンドラナエンタテインメント所属。兄は、トップコートに所属する俳優の中川翼。身長151 cm。

## 出演

### 映画
- 銀魂2 掟は破るためにこそある（2018年） - 伊東鴨太郎（幼少期） 役

### テレビドラマ
- 天国と地獄〜サイコな2人～（TBS、2021年）第7話
- なつぞら（NHK連続テレビ小説、2019年） - 山田道夫 役
- 前略 めぐみちゃんへ ～横田夫妻の最後の戦い～（フジテレビ、2019年）
- 未解決の女（テレビ朝日）第4話
- anone（日本テレビ、2018年）第4話 - 相良樹（幼少期） 役
- 世界一受けたい授業（日本テレビ）
- ポイズンドーター・ホーリーマザー(WOWOW 2019年7月20日)第３話「罪深き女」-黒田正幸小学生時代役

### CM
- 住宅情報館
- ソフトバンク
- アクエリアス
- 花王キュキュっと除菌